# Weiss WM-21 Sólyom
Weiss WM-21 Sólyom (tiếng Anh: Chim ứng) là một loại ném bom/trinh sát hạng nhẹ hai tầng cánh của Hungary trong thập niên 1930. Do hãng Manfred Weiss phát triển từ loại WM-16, vốn dựa trên Fokker C.V.

## Quốc gia sử dụng
Hungary

## Tính năng kỹ chiến thuật
Dữ liệu lấy từ 
Đặc tính tổng quan
- Kíp lái: 2
- Chiều dài: 9,64 m (31 ft 8 in)
- Sải cánh trên: 12,90 m (42 ft 4 in)
- Sải cánh dưới: 9,40 m (30 ft 10 in)
- Chiều cao: 3,5 m (11 ft 6 in)
- Trọng lượng rỗng: 2.300 kg (5.071 lb)
- Trọng lượng có tải: 3.400 kg (7.496 lb)
- Động cơ: 1 × Weiss WM-K-14A , 650 kW (870 hp)

Hiệu suất bay
- Vận tốc cực đại: 320 km/h (199 mph; 173 kn)
- Tầm bay: 750 km (466 mi; 405 nmi)

Vũ khí trang bị

- Súng: 3 súng máy Gebauser 7.9mm (0.31in)
- Bom: 12 quả bom chống sinh lực 10kg (22lb) và 120 quả bom cháy 1kg (2.2 lb)